# Tractatus de iurisdictione imperatoris in causis matrimonialibus
Il Tractatus de iurisdictione imperatoris in causis matrimonialibus è un'opera minore di Marsilio da Padova compilata in occasione del divorzio di Giovanni di Moravia e Margherita di Tirolo-Gorizia e inserita nell'ultima parte del Defensor Minor.
Attorno al 1341 le relazioni tra i coniugi Giovanni di Moravia e Margherita del Tirolo erano tanto insostenibili che la sposa preferì fuggire. Intervenne l'Imperatore, Ludovico il Bavaro, imparentato con la sposa, e progettò  il matrimonio tra la fuggitiva e Ludovico conte di Brandeburgo ma a ciò ostava il precedente matrimonio ed alcuni legami di sangue.
Tutto ciò sarebbe stato superato da una particolare dispensa di papa Benedetto XII, resa impossibile, tuttavia, dai cattivi rapporti che intercorrevano tra il Papa e l'Imperatore.
La soluzione poteva essere solo radicale come drastica fu la decisione, che forse subì l'influenza di Marsilio. L'imperatore sciolse, sic et simpliciter, il precedente matrimonio e dichiarò dispensato ogni ulteriore impedimento facendo celebrare il nuovo matrimonio nonostante la ferma opposizione del papa. Questi sono i precedenti storici del trattato dove Marsilio individua chi deve decidere in materia di divorzio  e di impedimenti di consanguineità.
Sulle cause del divorzio alla Chiesa spetta giudicare soltanto in linea astratta mentre una decisione pratica sarà presa dallo Stato e da esso sarà resa esecutiva.
Per quanto riguarda gli impedimenti di consanguineità questi non sono previsti dai sacri testi che, fra l'altro, arrivano ad ammettere il matrimonio tra fratelli e sorelle.  Essi sono di competenza e determinati dalla legge civile e su di essi decide soltanto il potere civile. D'altra parte se l'impedimento fosse di natura divina nemmeno il Papa potrebbe eliminarlo.